# Navia jauana
Navia jauana là một loài thực vật có hoa trong họ Bromeliaceae. Loài này được L.B.Sm., Steyerm. & H.Rob. mô tả khoa học đầu tiên năm 1976.